# Telebasis erythrina
Telebasis erythrina är en trollsländeart som först beskrevs av Selys 1876.  Telebasis erythrina ingår i släktet Telebasis och familjen dammflicksländor. Inga underarter finns listade i Catalogue of Life.